# Janet Stuart Oldershaw Durham
Janet Stuart Oldershaw Durham (1879 - 1969) fue una sufragista, activista social, abogada y política estadounidense. Se presentó en dos ocasiones, en 1921 y 1923, como representante demócrata en la Cámara de Delegados de Virginia, pero no fue elegida. Ejerció como abogada a partir de 1925, tras aprobar el examen correspondiente. Durham participó activamente en el movimiento por el sufragio femenino, como miembro de la Liga de Sufragio Igualitario de Virginia y la Liga de Mujeres Votantes.

## Biografía
Durham, de soltera Oldershaw, nació el 14 de mayo de 1879 en Chicago, Illinois. Era hija de Percival Piggatt Oldershaw, un veterano del ejército de la Unión y comerciante a comisión, y de Florence Stuart Gould Oldershaw. En 1904 se graduó por la Universidad de Chicago. Ese mismo año se casó con el ministro bautista James Ware Durham.
A principios de la década de 1910, Durham se unió a la Liga de Igualdad de Sufragio de Virginia . Después de la aprobación de la Decimonovena Enmienda a la Constitución de los Estados Unidos en 1920, Durham fundó la Liga de Mujeres Votantes de Virginia, organización sucesora de la Liga de Igualdad de Sufragio. En 1921, Durham y Mary Bell Perkinsfueron las dos únicas mujeres que se presentaron a las elecciones primarias demócratas para ocupar un escaño en la Cámara de Delegados de Virginia representando a Richmond. Ninguna de ellas ganó esas elecciones. En 1923, Durham se presentó nuevamente para la Cámara de Delegados y, de nuevo, perdió.
Después Durham centró su atención en su formación académica; obtuvo un título de maestría por la Universidad de Columbia en 1925 y una licenciatura por la Facultad de Derecho TC Williams en 1926, aunque ya había aprobado el examen de abogacía en Virginia en 1925. Continuó ejerciendo como abogada.
Durante un período de seis años Durham formó parte de la junta directiva de la Escuela Industrial y de Hogar para Niñas de Virginia en Bon Air, un centro correccional juvenil estatal. Fue miembro de la sede en Virginia de la Federación General de Clubes de Mujeres y de la Federación de Clubes de Jardinería de Virginia.
Durham falleció el 13 de marzo de 1969 en Richmond.